# Sopwith (jeu vidéo)
Pour les articles homonymes, voir Sopwith et Camel.
Sopwith (également connu sous le nom de Camel en France) est un shoot 'em up sorti en 1984. Il met le joueur aux commandes d'un biplan Sopwith, tentant de bombarder les bâtiments ennemis tout en évitant les avions adverses et les obstacles.

## Système de jeu
Sopwith est un jeu à défilement horizontal, où l'intégralité de l'univers de jeu est représenté de façon stylisée vue de côté. Le joueur dirige un biplan. Celui-ci ne peut être contrôlé qu'en effectuant des loopings (ou des portions de loopings) : une touche du clavier permet de pivoter le biplan dans le sens des aiguilles d'une montre, une deuxième dans le sens inverse. Il est également possible d'accélérer ou de ralentir. Une troisième touche permet de déclencher une mitrailleuse, dont les balles se dirigent dans l'axe du biplan. Une dernière touche lance une bombe, qui se déplace ensuite selon une parabole.
L'univers de jeu comporte un paysage accidenté, également vu en coupe, sur lequel sont disposés des bâtiments ennemis, qu'il faut détruire (à la mitrailleuse ou avec une bombe). Des biplans ennemis opposent une résistance.
Le joueur débute la partie posé sur sa base (un hangar et une piste d'aérodrome) ; il doit tout d'abord accélérer suffisamment pour décoller. Si la vitesse n'est pas suffisante, l'avion chute et s'écrase. Des jauges dans le bas de l'écran indiquent le nombre de vies restantes, le carburant, les bombes et les munitions. Le joueur perd une vie s'il est abattu par un avion ennemi, s'il n'a plus de carburant, s'il s'écrase sur le sol ou s'il est touché par un débris d'explosion (ou sa propre bombe). Atterrir sur sa base lui permet de se ravitailler.
Dans Sopwith 2, deux obstacles supplémentaires sont présents : un bovin et des oiseaux. Le bovin reste juste le sol ; si le joueur s'écrase dessus, il perd 200 points (la présence d'un tel animal est une blague destinée à l'équipe de BMB, l'un des employés étant surnommé « Ox », « bovin » en anglais). Les oiseaux volent en groupe et se déplacent sur l'écran. Si le joueur tire sur le groupe, il se disperse en oiseaux individuels. Voler dans un oiseau provoque l'écrasement du biplan.
Si le joueur réussit à détruire tous les bâtiments ennemis, son avion se tourne et vole vers le soleil couchant. Dans Sopwith 1, le jeu se termine. Dans les versions ultérieures, le jeu avance au niveau suivant, où la vitesse augmente et où les bâtiments tirent également sur l'avion.

## Historique
Sopwith est créé par David L. Clark pour la société canadienne BMB Compuscience en 1984. Il est à l'origine écrit pour IBM PC sous DOS, mais un portage est effectué pour l'Atari ST. Les versions ultérieures ont été portées sur d'autres systèmes.
Sopwith est écrit pour servir de démonstration au système de réseau « Imaginet » développé par BMB Compuscience. David L. Clark, programmeur à BMB, développe Sopwith comme jeu à deux joueurs, par réseau. Un mode à un joueur est également inclus, où le joueur est seul contre des ennemis gérés par l'ordinateur. Ce mode conduit le jeu à une grande distribution, bien que le système Imaginet n'ait pas en lui-même bien marché. Sopwith 2 étend les possibilités multijoueur par interface série, mais des pilotes BMB adéquats sont alors requis.
Toutes les versions de Sopwith font usage de graphiques CGA quatre couleurs. Le son est fourni par le haut-parleur du PC.
Le code source en C et assembleur  de Sopwith est publié en 2000, tout d'abord sous une licence non-commerciale, puis sous une licence publique générale GNU à la demande de fans.

### Autres Liens
- Triplane Turmoil (en), remake freeware de 1996
- Altitude (jeu vidéo) (en)
- Site personnel de l'auteur, David L. Clark
- SDL Sopwith